# 那吉镇 (阿荣旗)
那吉镇，是中华人民共和国内蒙古自治区呼伦贝尔市阿荣旗下辖的一个乡镇级行政单位。

## 行政区划
那吉镇下辖以下地区：
正阳社区、繁荣社区、新兴社区、向阳社区、建设社区、文化社区、金石社区、道西社区、那吉村和阿荣旗工业园区。